# Atresia biliare
Per atresia biliare in campo medico, si intende l'assenza congenita o il mancato sviluppo di una qualche parte riguardante il sistema biliare, l'anomalia comporta immediatamente un danno all'organismo di tipo epatico. Tale forma di atresia è rara, in quanto colpisce 1:10000 nati vivi.

## Sintomatologia
Fra i sintomi e i segni clinici si presentano ittero (si sviluppa intorno alla seconda o terza settimana di vita del bambino), il bambino assume in parte un colorito che tende al colore della creta, ritardo della crescita e ipertensione portale. L'anomalia dovrebbe essere tratta al più presto, per il pericolo che si sviluppi in cirrosi.

## Patogenesi
Si conoscono due forme di atresia biliare:
- La forma fetale, che rappresenta il 20% dei casi, ed è associata ad altre anomalie che risultano dall'inefficace stabilizzazione della lateralità del torace e dello sviluppo degli organi addominali.
- La forma perinatale in cui il sistema biliare normalmente formato viene distrutto dopo la nascita. Sebbene le cause esatte siano ancora sconosciute, è sospetto il coinvolgimento di infezioni virali di lunga durata, in particolare da reovirus e rotavirus.

Anche l'ereditarietà genetica è chiamata in causa visto i casi di atresia biliare verificatesi in gemelli e in famiglie con anomalie del sistema biliare intraepatico.

## Morfologia
Le caratteristiche salienti comprendono un processo infiammatorio progressivo e irreversibile che colpisce i dotti biliari e ha come conseguenza la loro ostruzione, con blocco del flusso della bile verso l'intestino. Le sostanze contenute nella bile si accumulano sempre di più nel fegato e in seguito nel sangue e negli altri organi e tessuti.

## Diagnosi
L'atresia delle vie biliari è identificata da un aumento nei livelli di bilirubina sia totale che diretta. I livelli sierici di alfa-1 antitripsina devono essere determinati perché il deficit di alfa-1 antitripsina è un'altra causa relativamente comune di colestasi. I test che sono necessari per valutare il fegato comprendono albumina, enzimi epatici, tempo di protrombina/tempo di tromboplastina parziale e livelli di ammoniemia. Deve essere determinata anche la concentrazione di cloruro nel sudore per escludere la fibrosi cistica. Frequentemente, sono necessari ulteriori test per valutare altre cause metaboliche, infettive, genetiche ed endocrine di colestasi neonatale. Elevati livelli sierici di alanina aminotransferasi (ALT), aspartato aminotransferasi (AST) e gamma-glutamil transferasi (GGT) supportano la diagnosi di atresia biliare ed escludono altre rare cause di colestasi (p. es., colestasi intraepatica familiare progressiva di tipo 2 [PFIC2]) che causano bassa gamma-glutamil transferasi.
L'ecografia addominale non è invasiva e può valutare le dimensioni del fegato e alcune anomalie della colecisti e del dotto biliare comune. I neonati con atresia delle vie biliari spesso hanno una cistifellea contratta o una che non può essere vista. Tuttavia, questi risultati non sono specifici. Deve inoltre essere eseguita una scintigrafia epatobiliare usando l'acido idrossiminodiacetico (HIDA scan); la secrezione del contrasto nell'intestino evidenzia l'atresia delle vie biliari, ma la mancanza di escrezione può presentarsi con l'atresia biliare, con una grave epatite neonatale e con altre cause di colestasi.

## Terapia
Nell maggior parte dei casi di sospetto diagnostico, entro i tre mesi di vita del bambino è necessario effettuare un intervento chirurgico in anestesia generale che include l'ispezione del fegato e l'iniezione di mezzo di contrasto attraverso la colangiografia intraoperatoria. Questo processo serve essenzialmente per confermare o meno  la presenza dell'atresia delle vie biliari.
In caso positivo, il chirurgo realizza una portoenteroanastomosi o intervento di Kasai, ovvero collega al fegato una parte d'intestino tenue, per creare una possibilità di deflusso della bile. Il ripristino di un buon flusso biliare dipende principalmente da quanto è esteso nell'albero biliare il processo infiammatorio e ostruttivo, da quanto il fegato è stato già danneggiato dalla colestasi e da fattori tecnici come la consuetudine del chirurgo ad effettuare questo tipo di intervento.
Il decorso postoperatorio è solitamente breve (max 10 giorni) e il rischio di complicanze è molto limitato (<1%). 
Oltre i tre mesi di vita, l'efficacia dell'intervento di Kasai si riduce, poiché il fegato del neonato ha già subito danni gravi (cirrosi) a causa della colestasi. In questi casi si ricorrerà alle cure mediche, sino al momento opportuno per l'esecuzione del trapianto di fegato.